# 趙徳昭
趙 徳昭（ちょう とくしょう、広順元年（951年）- 太平興国4年8月27日（979年9月21日））は、宋の太祖趙匡胤の次子。母は孝恵皇后賀氏。字は日新。魏王・武功郡王・燕王・呉王・越王などに封じられた。子孫として9世孫に南宋の皇帝理宗、10世孫に度宗がいる。

## 略歴
乾徳2年（964年）、貴州防御使に任じられ、開宝6年（973年）には興元尹・山南西道節度使・検校太傅・同中書門下平章事を拝命された。
開宝9年（976年）、太祖が崩ずると、「千載不決の議」により叔父の晋王光義（太宗）が即位した。
太平興国4年（979年）、太宗は北漢攻略のために親征し、この平定することに成功した。この際、徳昭も従軍したが、交戦中に太宗の行方がしばらく分からなくなった隙を狙って軍営で徳昭を推戴しようとする動きがあった。この事実を知った太宗は徳昭を警戒し始めた。高梁河の戦いで惨敗して帰還した後、太宗は遠征に従軍した将兵らに褒賞しなかった。徳昭が早く褒賞することを諫めると、太宗は怒って「お前が皇帝になるまで待ってから褒賞しても遅くない」と皮肉った。徳昭は大いに恐れ、自宅に戻って首を刺して自決した。
趙徳昭の三男の趙之遴は韓国の白川趙氏の始祖とされるが、この説は検証されていない。